# Corporate America
| 전문가 평가   | 전문가 평가 |
| 평가 점수     | 평가 점수   |
| 출처          | 점수        |
| ------------- | ----------- |
| AllMusic      | [ 1 ]       |
| Rolling Stone | [ 2 ]       |

《Corporate America》는 2002년 11월 5일에 발매된 미국의 하드 록 밴드 보스턴의 다섯 번째 스튜디오 음반이다. 대부분의 에디션에는 〈Livin' for You〉의 라이브 버전이 포함되어 있다. 〈Livin' for You〉의 오리지널 버전은 보스턴의 이전 스튜디오 음반 《Walk On》 (1994년)에서 가져온 것이다.
이 음반은 또한 안톤 코스모와 킴벌리 다메를 밴드 멤버이자 작곡가로 소개했다. 이 음반은 2007년 사망하기 전 그의 생전에 리드 보컬이자 창립 멤버인 브래드 델프가 참여한 마지막 보스턴 음반이다. 또한 프란 코스모의 마지막 참여를 기념했다.

## 배경
이 음반은 발매 첫 주에 32,000장이 팔렸고 빌보드 200에서 42위를 차지했다. 이 음반은 이후 아르테미스 레코드와의 음반 회사 분쟁으로 인해 창립 멤버인 톰 숄츠에 의해 모든 디지털 및 소매 시장에서 철수되었다.
CD 책자의 마지막 페이지는 PETA와 같은 기관에 대한 웹 링크를 제공하면서 환경을 보존하는 데 전념하고 있다.
인터넷에서 종종 《Corporate America》의 보너스 트랙으로 선언되었던 〈Crystal Love〉라는 기악곡은 실제로 대한민국의 기타리스트 이현석의 곡으로 1995년에 발매된 그의 음반 《Lee Hyun Suk 3》에 등장했다.

## 곡 목록
| #  | 제목                            | 작사·작곡                    | 재생 시간 |
| -- | ------------------------------- | ---------------------------- | --------- |
| 1. | 〈I Had a Good Time〉           | 톰 숄츠                      | 4:15      |
| 2. | 〈Stare Out Your Window〉       | 안톤 코스모                  | 3:19      |
| 3. | 〈Corporate America〉           | 숄츠                         | 4:37      |
| 4. | 〈With You〉                    | 킴벌리 다메                  | 3:28      |
| 5. | 〈Someone〉                     | 숄츠                         | 4:10      |
| 6. | 〈Turn It Off〉                 | A. 코스모                    | 4:37      |
| 7. | 〈Cryin'〉                      | A. 코스모                    | 5:19      |
| 8. | 〈Didn't Mean to Fall in Love〉 | 숄츠, 컬리 스미스, 자넷 민토 | 5:14      |
| 9. | 〈You Gave Up on Love〉         | 숄츠                         | 4:22      |

| #   | 제목                      | 작사·작곡 | 재생 시간 |
| --- | ------------------------- | --------- | --------- |
| 10. | 〈Livin' for You (Live)〉 | 숄츠      | 5:07      |